# Símbolo del reciclaje

Símbolo del reciclaje

Símbolo del material reciclable

El símbolo del reciclaje es el símbolo internacional que indica el reciclaje de los desechos. Cada flecha representa cada una de las tres «R», «reciclar, reducir y reutilizar».  Está compuesto de tres flechas que forman una cinta de Möbius. El símbolo no es una marca registrada. El símbolo representa las tres fases principales del reciclaje.
Dibujado en el 1971 por Gary Anderson, el logotipo fue una entrada para un concurso convocado por la Container Corporation of America.
El símbolo se utiliza también para indicar el reciclaje del papel (♼). Una variante del logotipo es el triángulo compuesto de tres flechas (♺) símbolo del material reciclable. Al interior del triángulo puede ser insertado un número que corresponde al tipo de resina plástica de la que está hecho el objeto. En Unicode se encuentran los caracteres con los códigos que van de 1 a 7: ♳, ♴, ♵, ♶, ♷, ♸ y ♹.
Aunque se puedan reciclar, no todos los plásticos son reciclados en la actualidad de manera masiva, especialmente en el post-consumo.